# ウスマーナーバード県

ウスマーナーバード県

ウスマーナーバード県（ウスマーナーバードけん、マラーティー語: उस्मानाबाद ज़िल्हा Usmānābāda Jil'hā、英語: Osmanabad district/Usmanabad district）は、インドのマハーラーシュトラ州の県の一つ。県都はウスマーナーバード。人口は2011年の時点で1,660,311人